# Y̨
Y̨, y̨ (Y с огонэком) — буква расширенной латиницы. Происходит от буквы латиницы Y. В Юникоде эта буква отсутствует. Её можно получить только сложением латинской буквы Y (U+0059) и диакритического знака огонэк (U+0328).